# Кантокуен
„Кантокуен“ (на японски: 関特演, абревиатура на 関東軍特別演習, „Специални маневри на Квантунската армия“) е планирана настъпателна операция на Япония срещу Съветския съюз по време на Втората световна война.
Планът е подговен през лятото на 1941 година и предвижда настъпление в съветския Далечен Изток и югоизточен Сибир, което да изолира и унищожи съветските сили в този регион в рамките на шест месеца. Операцията разчита на едновременните успешни действия на Германия на Източния фронт. Неуспехът на германците да превземат Москва и засилващият се икономически натиск на западните Съюзници карат Япония да се насочи към настъпление в Югоизточна Азия, изоставяйки плана „Кантокуен“. Въпреки това присъствието на големи японски сухопътни сили в Манджурия блокира значителни съветски войски в региона за времето на цялата война.